# Тулобаев, Балбак Зарлыкович
Тулобаев Балбак Зарлыкович (кырг. Түлөбаев Балбак Зарлыкович; род. 21 сентября 1972, Кёль-Тёр (кырг. Көл-Төр), Иссык-Кульской области) — действующий депутат Жогорку Кенеша Кыргызской Республики с декабря 2021 года. Заместитель председателя комитета Жогорку Кенеша Кыргызской Республики по аграрной политике, водным ресурсам, экологии и региональному развитию. Работал на различных должностях на государственной и муниципальной службах, а также в частном секторе.
Образование:
1992 — учился в ветеринарном факультете Кыргызского сельскохозяйственного института имени К. И. Скрябина;
1997 — окончил факультет лесного хозяйства по специальности «инженер лесного хозяйства» в Стамбульском университете (Стамбул, Турция);
2001 — окончил учёбу на отделении агроэкологии в Кыргызском аграрном университете имени К. И. Скрябина, получил степень бакалавра по специальности «инженер-эколог»;
2009 — окончил учёбу на отделении менеджмента в Академии управления при президенте Кыргызстана (бакалавриат).
Трудовая деятельность:
1996-1997 — работал в отделе стран СНГ франко-турецкой страховой компании «Корис интернейшнл» в Стамбуле;
1997—2000 — помощник директора Государственного агентства лесного хозяйства;
2000—2004 — помощник депутата Жогорку Кенеша, старший консультант в Комитете по развитию промышленности и бизнеса ЖК КР;
2004—2010 — советник, помощник, заведующий отделом, заместитель и первый заместитель управляющего делами президента;
2010—2013 — политический обозреватель, заместитель главного редактора, главный редактор газеты «Айат»;
2013—2015 — советник президента корпорации «Аю Холдинг»;
2015—2018 — член совета директоров, вице-президент этой же компании;
2018—2020 — руководитель аппарата мэрии Бишкека.
В июле 2020 года назначен полномочным представителем правительства в Иссык-Кульской области.
В октябре 2020 года назначен исполняющим обязанности мэра Бишкека.
С декабря 2021 года — Депутат  Жогорку Кенеша (Парламента Кыргызской Республики) VII созыва.

## Награды
- Почётная грамота Кыргызской Республики (2023)[1].
- Памятный знак, посвящённый 30-летию МПА СНГ (2023 год)[2].